# Angelica Delgado
Angelica Delgado (ur. 14 grudnia 1990) – amerykańska judoczka. Trzykrotna olimpijka. Zajęła siedemnaste miejsce z Río de Janeiro 2016; dziewiąte w Tokio 2020 i Paryżu 2024. Walczyła w wadze półlekkiej.
Uczestniczka mistrzostw świata w 2010, 2011, 2013, 2015, 2017, 2018, 2019, 2021, 2022, 2023 i 2024. Startowała w Pucharze Świata w latach 2009–2017, 2019, 2022 i 2023. Brązowa medalistka igrzysk panamerykańskich w 2011, 2015 i 2023. Zdobyła osiem medali na mistrzostwach panamerykańskich w latach 2011–2024.

## Letnie Igrzyska Olimpijskie 2016
| Konkurencja | Rundy eliminacyjne             | Klas. końcowa |
| Konkurencja | Przeciwnik I                   | Miejsce       |
| ----------- | ------------------------------ | ------------- |
| 52 kg       | Adjaasambuugijn Colmon (MGL) P | 17.           |